# Каменишко странично било
Каменишкото странично било е най-дългото от четирите странични била в северния дял на Пирин. Разположено е между долините на реките Санданска и Пиринска Бистрица. С дължина от около 22 км, то се отделя от Централното било при връх Кралев двор и се отправя първоначално на юг, а след това на югозапад. От връх Яловарника един след друг се отделят множество малки и големи ридове, между които са заключени дълбоки долини. Каменишкото било заема почти 18% в южната част на Северен Пирин.

## Върхове и разклонения
От Кралев двор на юг Каменишкото било се спуска към Дясната Кралевдворска порта, през която минава пътеката от хижа Пирин до Тевното езеро. Следва невисокият, но със стръмни склонове връх Малка Каменица, след който започва снажният ръб на същинска Каменица - със своите 2822 м най-висок в тази част на Пирин и заемащ пето място в цялата планина. От върха на запад се отделя късо било, завършващо със скалистия връх Каменишка кукла, а малко по-на юг в същата посока се отделя дългият Беговишки рид, който в продължение на 6 км поддържа височина над 2000 м. Той отделя долините на реките Беговица и Мозговица и в горния си край оформя седловината Беговишки превал. Южно от Каменица е вторият по височина връх на билото - Яловарника. Те са свързани от скалист ръб, един от трудните за преминаване в Пирин. На югозапад през малки седловини се стига до върховете Зъбът и Куклите, с което приключва най-високата част на основното било (над 2500 м) и неговият алпийски характер.
След Куклите билото се разделя на две части. По-късата източна част, на която е разположен връх Голена, е по-висока в началото (стига до 2635 м). Голена, заедно с Яловарника и Зъбът са разположени дъгообразно над циркуса Баш мандра и носят общото название Трите върха. След това обаче билото се спуска право към хижа Пирин. Западното било е значително по-дълго. Първо то минава през местността Солището (седловина, през която минава пътеката от хижа Беговица за хижа Пирин), след което с широк завой обръща на юг. Тук са разположени по-ниските върхове Кельо, Коцов гроб и Стефанов връх. При връх Чаталчучур, разположен над хижа Пирин, Каменишкото било преминава в големия рид Демирхан (извън схемата), висок около 1700 м, който стига до село Пирин в южния край на Каменишкото било.

## Реки и езера
По-голямата част от реките в Каменишкото странично било са част от басейна на Пиринска Бистрица. Тази река започва от местността Трите реки край хижа Пирин, където се съединяват реките Демиркапийска, Голенска и Башмандренска. Реките, които текат западно от централното Каменишко било и Демирхан (Бяла река, Мочура), се събират в Мелнишката река. В северната част на Каменишкото било реките Мозговица и Беговица се съединяват, за да дадат началото на Санданска Бистрица. Реките в тази част на Пирин се характеризират с бурно течение и голям наклон, както и с относително пълноводие.
Повечето езера в този район са гранични за Каменишкото било. На север са Малокаменишките езера с Тевното езеро, а в горната част на Демиркапийската долина са езерата Митровото и Аргировото. Само две езера са образувани в самиото Каменишкото било: Беговишкото под връх Куклите с площ 7,5 декара на височина 2392 м и Маленкото южно от Каменица с големина 6,6 декара на височина 2332 м. В горния край на Беговишката долина са двете незначителни едноименни езера, от които тръгва река Беговица, а в циркуса Башмандра се намира известна група извори.

## Хижи и маршрути
Изходни пунктове за разходка из Каменишкото било са градовете Сандански и Мелник. От Сандански до хижа Яне Сандански в местността Попина лъка (извън схемата) води асфалтов път, а до хижа Пирин и хижа Беговица водят черни пътища. От хижа Беговица може да се стигне до хижа Пирин по две пътеки – през Солището и Голенската долина и през седловината между Куклите и Зъбът и Башмандренската долина. Най-удобно връх Каменица се изкачва от заслон Тевно езеро, който е свързан с хижа Беговица през Беговишки превал и с хижа Пирин през Дясната Кралевдворска порта. От тези три хижи може да се стигне до всички краища на Пирин.